# نجا شوكاء
نجا شوكاء (الاسم العلمي:Najas horrida) هي نوع من النباتات تتبع جنس النجا من فصيلة الحب المائية.